# The Saga of Andy Burnett
The Saga of Andy Burnett est une série télévisée américaine basée sur un roman de Stewart Edward White. La série de 6 épisodes a été produite par Walt Disney Productions et diffusée en deux fois 3 épisodes du 2 octobre 1957 au 16 octobre 1957 puis du 26 février 1958 au 12 mars 1958 sur le réseau ABC dans l'émission Disneyland.
La série est inédite dans les pays francophones.

## Synopsis

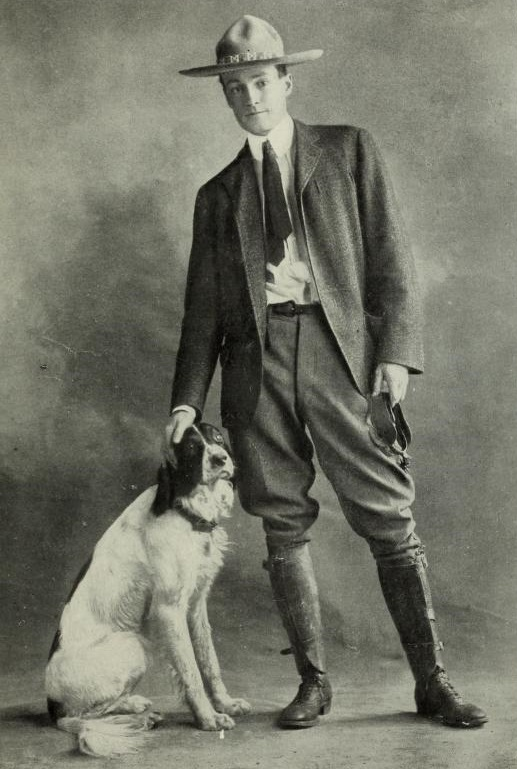
Stewart Edward White auteur du roman original.

Un jeune homme du nom d'Andy Burnett part dans l'Ouest pour devenir fermier mais rejoint un groupe d'hommes armés dans les montagnes avant d'être confronté au quotidien de l'Ouest américain, à des Indiens hostiles et aux belles espagnoles du Nouveau-Mexique.

## Fiche technique
- Réalisateur : Lewis R. Foster assisté de Russ Haverick et Robert G. Shannon, Yakima Canutt (seconde équipe)
- Scénariste : Thomas W. Blackburn d'après un roman de Stewart Edward White
- Image : Walter H. Castle
- Montage : George Gale, Cotton Warburton
- Direction artistique : Carroll Clark
  - Décors : Fred MacLean, Emile Kuri
  - artiste matte : Peter Ellenshaw, Albert Whitlock
- Costumes : Chuck Keehne
- Maquillage : Pat McNalley
- Musique : George Bruns
  - Chansons : George Bruns (The Saga of Andy Burnett), Thomas W. Blackburn (Lady in the Sky), George Bruns et Thomas W. Blackburn (The Mountain Hoedown)
- Chorégraphe : Jack Regas
- Son : Robert O. Cook (supervision)
- Effets spéciaux : Ub Iwerks
- Producteur : Harry Tytle
- Société de production : Walt Disney Productions

Sauf mention contraire, les informations proviennent des sources suivantes : John West et IMDb

## Distribution
- Jerome Courtland : Andy Burnett
- Jeff York : Joe Crane
- Slim Pickens : Old Bill Williams
- Andrew Duggan : Jack Kelly
- Robert J. Wilke : Ben Tilton
- Iron Eyes Cody : Mad Wolf
- Walt Disney : présentateur
- Abel Fernández : Kiasax
- John War Eagle : Chief Matosuki
- Ralph Valencia : Small Eagle
- Britt Lomond : Captain Reyes (Andy's Love Affair)
- Adele Mara : Estreillita (Andy's Love Affair)
- Jorie Wyler : Notokeman
- John Doucette : Mountain man

Source : John West et IMDb

## Épisodes
Source : John West, Leonard Maltin et IMDb
1. Andy's Initiation (02/10/1957)
2. Andy's First Chore (09/10/1957)
3. Andy's Love Affair (16/10/1957)
4. Land of the Ennemies (26/02/1958)
5. The White Man's Medecine (05/03/1958)
6. The Big Countdown (12/03/1958)

## Commentaires
Comme c'est la tradition du studio Disney, cette production a été adaptée en bande dessinée dans un one-shot publié en décembre 1957, avec des dessins de Bill Ziegler. 
John West considère la série comme « plaisante mais pas exceptionnelle » au regard des séries western produites plus tard par le studio comme Elfego Baca (1958-1960) ou Texas John Slaughter (1958-1961). Pour West le principal intérêt de la série est la présence de l'acteur Jerome Courtland qui deviendra par la suite un des plus importants réalisateurs et cadres du studio Disney dans les années 1970. Il réalise plusieurs téléfilms et films dont Peter et Elliott le dragon (1977), La Montagne ensorcelée (1975) et sa suite Les Visiteurs d'un autre monde (1978).